# Jacques Gabriel IV
Jacques Gabriel IV, pseudonimo di Jacques Gabriel (1630 – Parigi, 18 luglio 1686), è stato un architetto francese.

## Biografia

Il Pont Royal, 1687

La famiglia Gabriel è una famiglia di maestri muratori e imprenditori normanni originari di Argentan. Suo padre si stabilì in Turenna, a Saint-Paterne, intorno al 1636, secondo G. Despierres. Jacques IV Gabriel nacque dal primo matrimonio di Jacques II Gabriel con Madeleine Abraham, intorno al 1630, prima che suo padre si stabilisse a Saint-Paterne. Da questo matrimonio nacquero altri due figli: Marie Gabriel, nel 1638, e Honorat Gabriel, nel 1641. Da un secondo matrimonio tra Jacques II Gabriel e Anne Morillon nacquero cinque figli.
È il primo della famiglia Gabriel a lasciare la Normandia per venire a tentare la fortuna a Parigi. Lo seguiranno contemporaneamente altri tre Gabriel di Argentan, i suoi cugini Jacques III, Maurice II e Jean, tutti nati ad Argentan. Rapidamente, si integreranno attraverso i loro affari e i loro matrimoni nella rete di maestri muratori parigini.
La loro diverrà la famiglia di architetti francesi più significativi dal Rinascimento alla Rivoluzione francese, con progressiva importanza nella determinazione degli sviluppi storici dell'architettura transalpina per le posizioni ufficiali ricoperte nell'ambito della corte reale, della quale godettero particolare fiducia.
Jacques IV fu il più noto figlio di Jacques II, e sposò una cugina di Jules Hardouin Mansart, riuscendo così ad entrare nell'ambiente degli artisti di corte.
Portò a termine numerosi lavori del celebre parente, con il quale collaborò alla Reggia di Versailles e nella realizzazione del castello di Choisy-le-Roy.
Esercitò le sue attività soprattutto a Versailles e nei dintorni, mentre a Parigi lavorò al palazzo reale, all'hôtel Cordé, presso le Toileries, e al Pont Royal, di cui gettò le fondazioni, in seguito terminato dal figlio.
Fu nominato architetto del re, ma ebbe fama soprattutto come ingegnere e organizzatori di cantieri.

## Famiglia
- Jacques IV Gabriel si è sposato con Marie Delisle. Da questa unione sono nati cinque figli, tra cui:
  - François Gabriel, battezzato l'8 giugno 1664, esattore delle pensioni del clero, tesoriere degli edifici;
  - Jacques V Gabriel, primo architetto del re, sposato dapprima con Marie Delespine, ebbe un secondo matrimonio con Élisabeth Besnier;
    - Ange-Jacques Gabriel, primo architetto del re, sposato nel 1728 con Angélique Delamotte;
      - Ange-Antoine Gabriel, architetto;
      - Ange-Charles Gabriel de Saint-Charles;

    - Robert Gabriel des Préaux, capitano dei dragoni del reggimento Nicolaï;
    - Albert-Louis Gabriel de Villedieu;
    - Jules Gabriel;
    - Jeanne Élisabeth Gabriel, sposata nel 1730 con Salomon Le Clerc du Coudray;
    - Marie-Anne Gabriel, sposata nel 1732 con Alexandre de Fougy, luogotenente generale del baliato di Conches;
    - Jacques-Pierre Gabriel de Bernay, capitano di fanteria;
    - Marie-Marguerite Gabriel, morta nel 1740;
    - Julie Gabriel, monaca;

  - Marie-Anne Gabriel, monaca;
  - Claude Gabriel, moschettiere;
  - Marie Denise Gabriel.

## Opere
- Reggia di Versailles;
- Manifattura dei Gobelins;
- Palazzo reale, a Parigi;
- Hôtel de Condé, a Parigi;
- Castello di Clagny;
- Pont Royal.